# 세인트앤샌디포인트구

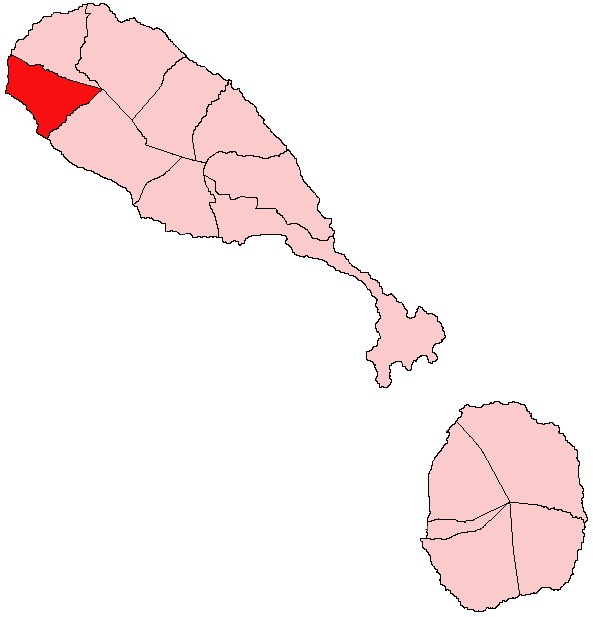
세인트앤샌디포인트구의 위치

세인트앤샌디포인트구(영어: Saint Anne Sandy Point Parish)는 세인트키츠 네비스의 구로 행정 중심지는 샌디포인트타운이며 면적은 13km2, 인구는 3,140명(2001년 기준), 인구 밀도는 241.54명/km2이다. 세인트키츠섬 북서부에 위치한다.